# سپاسگزار، بانو
سپاسگزار، بانو (انگلیسی: Thank You, Madame) یک فیلم موزیکال به کارگردانی کارمینه گالونه است که در سال ۱۹۳۶ منتشر شد.
از بازیگران آن می‌توان به یان کیه‌پورا و تئو لینگن اشاره کرد.